# Nyárády Erazmus Gyula
Nyárády Erazmus Gyula (Nyárádtő, 1881. április 7. – Budapest, 1966. június 10.) erdélyi magyar botanikus. Botanikai szakmunkákban nevének rövidítése: „Nyár.”.

## Élete
A gimnáziumot Marosvásárhelyen kezdte, majd a kolozsvári Tanítóképző Intézetben szolgadiákként tanult, utána a budapesti Tanárképző Főiskola Természetrajz-Földrajz Karán szerzett oklevelet. Hét évig Késmárkon tanított, majd 1911-ben áthelyezték Marosvásárhelyre. 1922-ben Alexandru Borza meghívta a kolozsvári botanikus kertbe múzeumőrnek; többek között a herbárium bővítésével foglalkozott. Cikkei jelentek meg az intézet folyóiratában (Buletinul Grădinii Botanice și a Muzeului Botanic), illetve az Erdélyi Múzeum, Földrajzi Közlemények, Ifjú Erdély, Magyar Nép, Pásztortűz, Székelység hasábjain.
1948-ban a Román Akadémia rendes tagjává választották, és megbízták a Románia növényvilágát feldolgozó csoport vezetésével. A több mint 9000 szócikk egynegyede és az összes illusztráció tőle származik. Két új növénynemzetséget fedezett fel: a keresztesvirágú Triplopetalum genus és a Pietrosia (ma Andryla) nemzetség, ezenkívül több száz fajt és változatot. Róla 25 új taxont kereszteltek el.
1953-ban a Román Népköztársaság Állami Díja elismerésben részesült. Budapesten érte a halál, de szülőföldjén, a kolozsvári Házsongárdi temetőben helyezték örök nyugalomra.

## Művei
- Adatok a magyar-horvát tengerpart, Dalmáczia és Isztria flórájához, Bp, 1908. (Kümmerle J. Bélával)
- Vizek és vízben bővelkedő talajok növényzetéről a Hargitában, 1929
- Marosvásárhely és környékén élő tavaszi és nyáreleji növények meghatározó könyve, Marosvásárhely, 1937
- A tordai hasadék monografikus ismertetése, Erdélyi Nemzeti Múzeum Növénytára, Kolozsvár, 1940–1944
- Kolozsvár környékének mocsárvilága. Kolozsvár, 1941, Erdélyi Tudományos Füzetek 129.
- Kolozsvár és környékének flórája I-IX. füzet, B., Soó Rezső közreműködésével, Kolozsvár 1952-1976
- Flora RSR (Románia flórája), (Nyárády volt a 18 tagú szerkesztőbizottság vezetője), I-XIII. kötet, 1958
- Flora si vegetatia Muntilor Retezat (A Retyezát-hegység flórája és vegetációja), Bukarest
- Szovátafürdő és környékének monográfiája (kézirat)